# Szolón
Szolón (ógörögül: Σόλων; Kr. e. 638 körül – Kr. e. 558 körül) ókori athéni politikus, hadvezér, költő, a hét görög bölcs egyike volt. Nevéhez fűződik a Kr. e. 594-ben bevezetett ún. szolóni alkotmány megalkotása, azaz a timokratikus államberendezkedés létrehozása. Szolón tevékenységét elsősorban a marxista történetírás hajlamos volt a demokrácia irányába tett fontos lépcsőként feltüntetni, azonban ez az elmélet hosszú idő óta túlhaladottá vált, a tények egyértelműen a politikus arisztokratikus preferenciáit bizonyítják.[forrás?]

## Származása
Előkelő családból származott: apja, Exékesztidész a régi athéni uralkodóházig, a Kodridákig vezette vissza családfáját, anyja pedig a Peiszisztratidák rokona, a később türanniszt alapító Peiszisztratosz anyjának nagynénje volt. Mindezek ellenére a család nem volt vagyonos, Szolón is kereskedelemből tartotta fenn magát.

## Politikai karrierje
A politikus a megaraiak ellen vívott harcban szerzett nagy érdemeket, amikor is a hagyomány szerint az athéniak nagy veszteségeire való tekintettel megtiltott háborús agitációt magát őrültnek tettetve folytatta, sikeresen feltüzelt polgártársai pedig meghódították Szalamiszt.
Athénban ekkor a politikai helyzet válságosra fordult. A külóni vérbűnt követő időszakban kiélesedett a nagy arisztokrata nemzetségek közti harc, és bár Drakón törvényileg megtiltotta a vérbosszút, a hol elűzött, hol újra felbukkanó Alkmaiónidák, Peiszisztratidák és riválisaik továbbra is egymás hatalmának csorbítására törtek. Ezzel párhuzamosan valószínűleg birtokkoncentráció indult meg, temérdek kisparasztot földnélkülivé, telekhez kötött bérlővé (hektémorosz, hatodos) vagy éppen adósrabszolgává téve. A társadalmi feszültségek kezelésére békítőnek (diallaktész) a származása és foglalkozása miatt mind az arisztokraták, mind a démosz körében népszerű Szolónt jelölték ki. Felajánlották neki a türanniszt is, de nem fogadta el.

## A szolóni reformok

### Datálási problémák
Arkhóni évét Kr. e. 594/593-ra vagy 593/592-re teszik. Tudományos körökben vita folyik arról, hogy ekkor hozta-e törvényeit, vagy az 570-es években (Drakón és Kleiszthenész is jóval arkhóni évük letelte után vitték végbe reformjaikat). Ez utóbbi mellett numizmatikai érveket szokás felemlegetni, illetve azt a két kései közlést, hogy miután véghezvitte reformját, meglátogatta II. Jahmesz fáraót (570–526) és Kroiszosz lüd királyt (560–546).
A korábbi feltételezéseket cáfolva az újabb pénztörténeti kutatások arra az eredményre jutottak, hogy Athénban az i. e. 540-es évek előtt nem vertek semmiféle pénzt, pedig ezt korábban 575 körülre datálták. A másik két történet erősen topikus jellegű, és már az ókori szerzők is elismerték, hogy legalább részben valószínűleg kitalált történetek.

### Teherlerázás
Szolón nevéhez fűződik az ún. szeiszakhtheia, azaz teherlerázás. Ez az adósrabszolgaság megszüntetését, az adósságok elengedését, a szerencsétlen sorsúak visszavásárlását és egyúttal a hatodosok bérleteinek felszámolását jelentette. Földosztásra nem került sor, pedig a parasztságnak ez volt a legfontosabb követelése.
A teherlerázás lényegében megkönnyítette az arisztokrata nagybirtokosok számára, hogy nagy olajfaültetvényeket hozzanak létre hajdani örökbérlőik parcelláin. Szolón cserébe a „felszabadított” (vagy más szemszögből nézve: megélhetésüktől megfosztott) hektémoroszokat integrálta az újonnan kialakított timokratikus államrend legalsó rétegébe, a legszegényebbeket tömörítő thészek közé.

### Timokratikus alkotmány
A politikus négy vagyoni osztályba sorolta az athéni politészeket gabonában és borban számított éves jövedelmüket alapul véve. A leggazdagabbak a minimum 500 mérősök, az ún. pentakosziomedimnoszok voltak, őket a 300 mérős hippeiszek („lovasok”), a 200 mérős, nehézfegyverzetű hoplita-derékhadat adó zeugitészek, végül a 200 mérő alatti jövedelemhez jutó thészek követték.
A legszegényebbeket csak az újonnan létrehozott héliaia (esküdtbíróság) és a hagyomány szerint szintén ekkor kialakított, ekkor még 400 fős bulé munkájában vehettek részt, illetve szavazhattak a népgyűlésen (ekklészia), de állami hivatalokra sohasem pályázhattak.
Az új államrend nem helyettesítette a régi, nemzetségi alapú phülé-szervezetet, csak vagyoni alapon tagolta a négy fiktív vérségi szervezetet.

### Egyéb törvények
Szolón támogatta a kereskedelmet, és itt is alapvetően a nagybirtokosok érdekei szerint cselekedett, amikor betiltotta a gabonaexportot, viszont támogatta az olajkivitelt. Azzal, hogy a korábbi aiginai súly- és mértékrendszert az Euboia és Milétosz területén használttal váltotta fel, a Milétosz gyarmatvárosainak érdekszférájába tartozó Fekete-tengerről érkező gabonabehozatalt segítette elő. Későbbi források pénzreformot is kötnek hozzá, ám mint már szó volt róla, az ő idejében még nem létezett athéni pénzverés. A szabad végrendelkezést is Szolón egyik törvénye tette lehetővé.

## A törvénykezés után
Szolón a timokratikus alkotmány létrehozása és a teherlerázás véghezvitelét követően a hagyomány szerint megígértette a polgárokkal, hogy 100 évig betartják törvényeit, majd 10 évre elhagyta városát, és segédkezett a róla elnevezett ciprusi Szoloi megalapításában. Elvileg ekkor került sor a két híres királylátogatásra is.
Ennek ellentmond egy másik hagyomány, miszerint jelen volt Peiszisztratosz hatalomátvételénél (Kr. e. 560), és páncélját ledobva figyelmeztette fiatalabb polgártársait egyeduralomra törő rokonának terveire. A legelterjedtebb hagyomány szerint Kr. e. 558-ban hunyt el.

## Szolón, a költő
Számos Szolón-töredék maradt ránk, elsősorban elégiákból. Gazdasági, politikai reformjait elégiákban terjeszti elő. Ezekben elsősorban saját ténykedéséről szól elismerően, de például az általa is kultivált pederasztia témaköréből is maradtak fenn sorai. Plutarkhosz szerint fiúszeretője az ifjú Peiszisztratosz volt.